# Neon Lights (album)
Pour les articles homonymes, voir Neon Lights (homonymie).
Albums de Simple Minds
Néapolis
(1998) Cry (album)
(2002)
Neon Lights est un album de reprises de Simple Minds, sorti en octobre 2001 chez Eagle Records. C'est le treizième album studio de la formation.

## Titres
| 1.    | Gloria                         | Van Morrison                                                 | Them                   | 3:45 |
| 2.    | The Man Who Sold the World     | David Bowie                                                  | David Bowie            | 4:07 |
| 3.    | Homosapien (en)                | Pete Shelley                                                 | Pete Shelley           | 4:20 |
| 4.    | Dancing Barefoot               | Patti Smith, Ivan Král                                       | Patti Smith            | 3:48 |
| 5.    | Neon Lights                    | Ralf Hütter, Florian Schneider, Karl Bartos                  | Kraftwerk              | 4:16 |
| 6.    | Hello, I Love You              | Jim Morrison, Robby Krieger, Ray Manzarek, John Densmore     | The Doors              | 3:32 |
| 7.    | Bring On the Dancing Horses    | Will Sergeant, Ian McCulloch, Les Pattinson, Pete de Freitas | Echo and the Bunnymen  | 5:15 |
| 8.    | The Needle and the Damage Done | Neil Young                                                   | Neil Young             | 4:15 |
| 9.    | For Your Pleasure              | Bryan Ferry                                                  | Roxy Music             | 4:08 |
| 10.   | All Tomorrow's Parties         | Lou Reed                                                     | The Velvet Underground | 3:35 |
| 50:22 |                                |                                                              |                        |      |